# 28436 Davesawyer
28436 Davesawyer este o planetă minoră (asteroid), cu un diametru de 2,183 km, din centura de asteroizi. A fost descoperită pe 7 decembrie 1999 la Stația Anderson Mesa de Lowell Observatory Near-Earth-Object Search. 
Obiectul prezintă o orbită caracterizată de o semiaxă mare de 2,2113548 UAi, o excentricitate de 0,1, o înclinație de 4,93314 ° în raport cu ecliptica.